# Pierre Rousseau (vulgarisateur)
Pour les articles homonymes, voir Pierre Rousseau et Rousseau.
Œuvres principales
- De l'atome à l'étoile, 1941
- Pour comprendre l'astrophysique, 1941
- Histoire de la Science, 1945
- Jean François astronome, 1951
- La Science au XXème Siècle, 1954
- L'Astronomie, 1959
- L'avenir de la Terre, 1971

Pierre Jean-Baptiste Rousseau, né le 11 février 1905 à Montbazon (Indre-et-Loire) et mort le 14 octobre 1983 à Limeil-Brévannes (Val-de-Marne), est un essayiste, épistémologue, astronome et journaliste français, auteur de nombreux ouvrages et articles scientifiques destinés à un public cultivé.

## Biographie

### Son origine, sa jeunesse et ses années de formation
Il est le premier enfant de Jean-Baptiste Rousseau, clerc de notaire, et de Marie Renée Lefort. Suivront deux frères : René, qui disparaîtra pendant la première Bataille de France en 1940, et Jean, qui fera une carrière de pilote à Air France.
Durant sa jeunesse Pierre Rousseau fut amené à la science par les livres de l'Abbé Moreux qui dirigeait chez Fayard une collection d'astronomie populaire. Élève doué en mathématiques (il décrochera en 1918 une bourse départementale, puis une bourse nationale en 1920), il construit à treize ans sa première lunette astronomique. À dix-sept ans, il publie son premier article scientifique, avant même l’obtention de son baccalauréat.
En 1923, grâce à l’appui de Jean Becquerel, il est nommé maître d’internat stagiaire au collège de Montargis. Malgré ses demandes répétées pour obtenir un poste dans une ville universitaire afin de pouvoir préparer ses licences, le jeune Pierre Rousseau navigue ainsi plusieurs années entre Fontainebleau, Blois et Vendôme.
En 1929, sa certification en Mathématiques Générales obtenue, Pierre Rousseau est muté à Paris. D’abord affecté au Lycée Charlemagne, il fera un rapide passage à Janson-de-Sailly avant d’être nommé répétiteur au Lycée Buffon.
L’année 1931 voit le jeune Pierre Rousseau sous les drapeaux, pour remplir ses obligations militaires. Certifié en Astronomie Approfondie en mars 1932, il obtient une double licence: l’une en Philosophie (Psychologie, Morale et sociologie, 1935), l’autre en Sciences Mathématiques et Physiques.

### Premières publications
Parallèlement à ses études, Pierre Rousseau assure la chronique scientifique de plusieurs journaux. Ses écrits les plus intéressants de cette période paraissent dans la publication La Nature, revue de vulgarisation scientifique fondée en 1873 par Gaston Tissandier : L'électronique à l'aide de l'astronomie: la lunette à électrons (février 1937), Les atmosphères planétaires (novembre 1937), La dérive des continents à la lumière des dernières recherches (avril 1938), Le système solaire vogue-t-il dans une nébuleuse obscure ? (juin 1938), La prodigieuse énigme des naines blanches (octobre 1938).
Ces expériences nourriront ses futurs ouvrages. Sa rubrique scientifique lui vaut un abondant courrier. Il confiera plus tard:

« Combien de fois ai-je reçu des lettres d’inventeurs, depuis le mot d’une vieille dame de 91 ans, retraitée des PTT qui avait passé sa vie à méditer sur l’univers et me priait de faire parvenir le fruit de ses cogitations à Jean Perrin, jusqu’aux questions naïves d’un jeune homme qui, joignant un timbre pour la réponse, me demandait de lui envoyer les plans de la "machine à fabriquer les corps radio-actifs artificiels" de M. Joliot ! »

### L'astronome
Aussi, quand l’administration le mute en 1935 au Lycée Félix Faure de Beauvais, il quitte l’Éducation Nationale sans trop d’hésitations pour rejoindre l’Observatoire de Meudon — établissement rattaché à l’Observatoire de Paris — comme « Astronome Stagiaire au Service du Méridien ». À cette époque, la situation de l’astronomie française n’est guère brillante. L’effectif total des astronomes n’atteignait sans doute pas les 150 en France. À peine commençait-on à moderniser les observatoires et à faire disparaître les mangeoires et râteliers des laboratoires de Meudon, installés dans les écuries de l’ancien château.

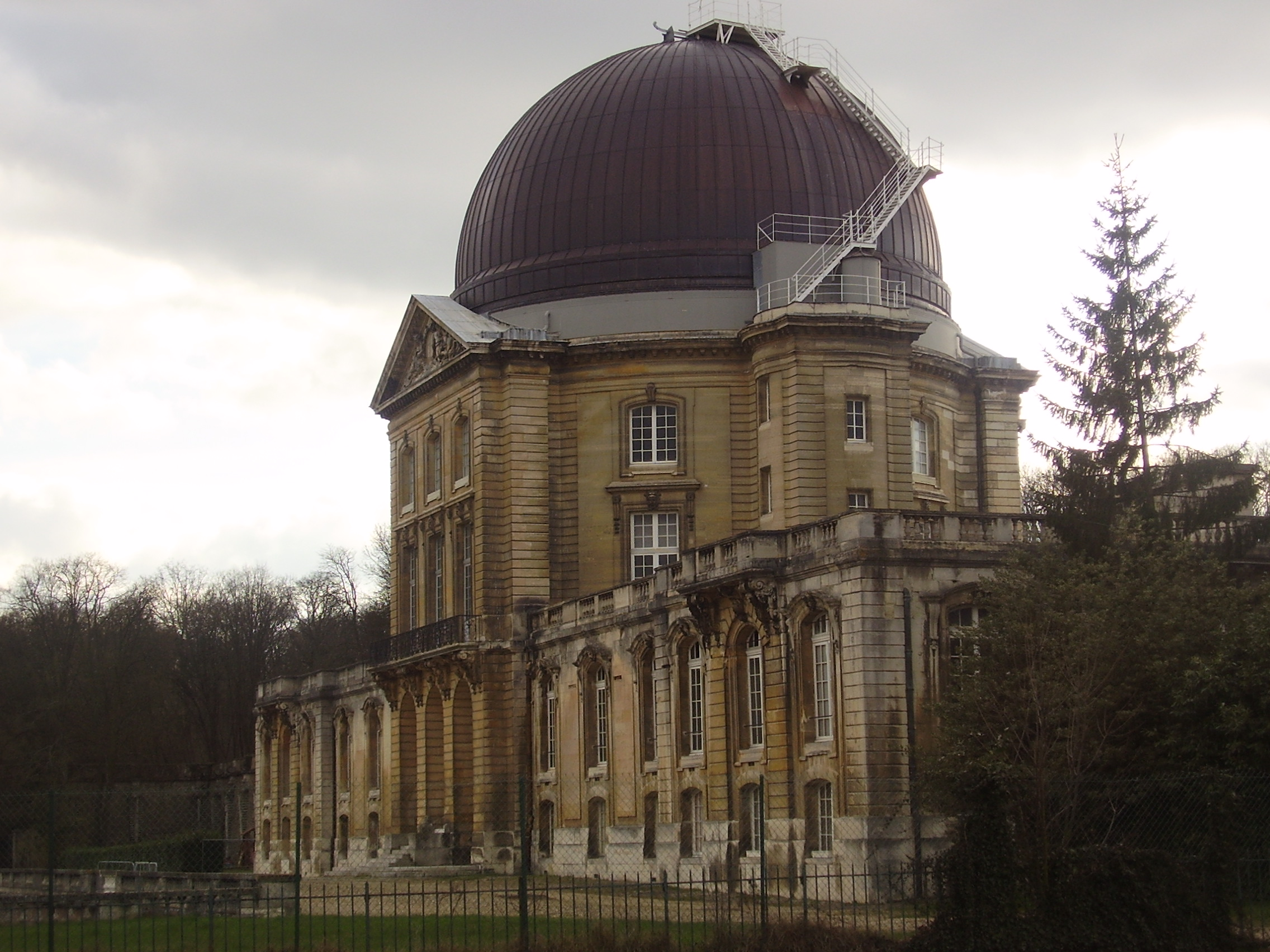
Grande coupole de l'Observatoire de Meudon, surmontant l'ancien château.

Fils de Charles Dollfus (créateur du Musée de l'Air, et Astronome Honoraire de l'Observatoire de Paris-Meudon), Audouin Dollfus, l’un des plus éminents astronomes français, se souvient de Pierre Rousseau jeune astronome : 

« Avant la guerre, nous n'étions qu’une petite dizaine de personnes. Pierre Rousseau était quelqu’un d’effacé — presque trop —, quelqu’un de profond, un excellent écrivain, un excellent vulgarisateur. Ses livres d’astronomie sont admirables ! Je les ai dévorés. Pour illustrer son Mars, Terre mystérieuse, je pense qu’il a obtenu des images de la grande lunette d’Antoniadi lui-même »

.En 1939, comme des centaines de milliers d’autres jeunes français, il est mobilisé et stationné en Lorraine. Comme il l’indique dans Le monde des étoiles (1950), il est servant de batterie :« Combien de fois l’auteur de ce livre ne l’a-t-il pas contemplé [Jupiter.]… pendant la dernière guerre, avec la modeste « binoculaire » de sa batterie ? »
C’est également l’année de la publication chez Hachette de son premier livre, consacré sans
surprise à l’astronomie : L’Exploration du ciel, tiré à 8 000 exemplaires. Dès cet ouvrage, on retrouve l’un des signes distinctifs du style vivant de Pierre Rousseau : l’amour de l’anecdote, le soin apporté à faire ressortir le rôle majeur des savants (on n'employait pas encore le mot « chercheur » à l’époque), l’importance de l’histoire des sciences. La préface l’annonce sans ambiguïté : « L’auteur a voulu montrer l’astronome à l’œuvre, aux prises avec ses appareils et peinant sur des calculs […] on verra ici des savants qui ne sont que des hommes ». Ainsi, dès les premières pages, l’auteur narre l’anecdote — véridique ? — du directeur de l’Observatoire de Paris, furieux de se voir demander une prévision météorologique par un quidam.
Tout en se consacrant plus particulièrement à l’astronomie et aux sciences connexes, il s’est laissé tenter par des disciplines non moins passionnantes, telles que l’épistémologie (Histoire de la Science 1945), l’astronautique (Satellites artificiels 1957), la géologie (La Terre ma patrie 1947, Explication des paysages de France 1967), la physique nucléaire (Histoire de l’Atome 1948) et l’électricité (Le Monde de l'électricité 1971). Son dernier ouvrage fut publié en 1977 aux Nouvelles Editions Latines, (L’avenir de la Terre).

### Après la Seconde Guerre Mondiale, réflexions sur les avancées scientifiques et le progrès
Tout au long des années 1950 et 1960, Pierre Rousseau continue à un rythme soutenu son travail de journaliste scientifique et de vulgarisateur. Ses œuvres sont traduites en plusieurs langues et font germer de nombreuses vocations d'astronome dans son lectorat.
Au travers de ses expériences transversales dans de nombreux domaines des sciences et ses travaux d'historien, Pierre Rousseau se pose en témoin de l'évolution de l'opinion publique vis-à-vis des progrès scientifiques de son époque.
Dans son Histoire de la Science, Pierre Rousseau insiste sur une foi profonde du public dans l'efficacité de la science jusqu'à l'après Seconde Guerre Mondiale: « Que la science renverse aussi complètement la vapeur et brûle ce qu'elle avait adoré, à une heure où elle jouit d'une si grosse influence, l'événement ne s'est pas déroulé sans de bruyants contrecoups. Le désaxement de la science s'est aggravé du désaxement du monde. » Source de nouvelles peurs (notamment nucléaire), les sciences dures tendent à s'effacer au profit de l'apparition progressive des économistes et des analystes de systèmes comme sources d'influence dans la politique scientifique jusqu'en 1967. Depuis, la science et la technologie sont sujets, pour Pierre Rousseau, à un certain désenchantement. Dénonçant l'apparition d'un « néo-mysticisme », il note cependant que l'histoire « a montré à quel point la science est habituée, aux époques orageuses, à se voir traîner au banc de l'infamie ».
Après avoir publié son dernier ouvrage, L’Avenir de la Terre, il est victime d’une congestion cérébrale à la fin des années 1970. Pierre Rousseau perd progressivement au cours des cinq dernières années de son existence chacune de ses forces physiques et facultés intellectuelles.

« M. Pierre Rousseau est non seulement l’auteur de 34 ouvrages sur la Science, mais encore le père de L’histoire de la Science, ouvrage de 800 pages qui fait autorité en la matière. M. Rousseau a su traduire dans un style limpide, sans encombrement de termes techniques et dans une langue accessible aux lecteurs, le moins initié à la langue scientifique, tous les secrets de la science depuis les Égyptiens jusqu’à la théorie des quanta, en passant par Descartes, Newton, Ampère et Faraday. En des temps où les pouvoirs publics s’efforcent de rendre populaires, auprès des jeunes, les carrières de la Recherche Scientifique, M. Rousseau, depuis bientôt 30 ans, montre dans ses ouvrages à grand tirage - la collection Que sais-je ? en particulier - ce qu’est la science et sait en dévoiler tous ses attraits. La nomination dans l’Ordre national de la Légion d'honneur serait de nature à récompenser un homme dont les talents n’ont d’égaux que la modestie. »

 - Exposé des motifs du mémoire de promotion à la légion d’honneur (extrait)

## Ouvrages
Ne figurent ici que les ouvrages de Pierre Rousseau publiés en France et quelques éditions étrangères. Manque donc la longue liste des articles écrits pour journaux et revues (La Revue de Paris, Historia, Nature, L’œuvre, Marianne, Le Petit Parisien, La Petite Gironde, Science et Vie, etc.).
À l’exception des Que sais-je ?, ces ouvrages ne sont plus disponibles en bibliothèques publiques. Les ouvrages recommandés comme Histoire de la Science, La Terre ma patrie, Histoires des techniques et des inventions et Explication des paysages de France se trouvent assez facilement chez les bouquinistes.

### Éditions françaises
- 1939 Exploration du ciel, Hachette.
- 1941 Mars, Terre mystérieuse, Hachette.
- 1941 Pour comprendre l’astrophysique, Librairie Douin et Cie (préface de l’Abbé Moreux).
- 1941 De l’atome à l’étoile, Que sais-je ? no 2, PUF.
- 1941 L’astronomie sans télescope, Que sais-je ? no 13, PUF.
- 1942 La Lumière, Que sais-je ? no 48, PUF.
- 1942 Histoire de la vitesse, Que sais-je ? no 88, PUF.
- 1943 Notre amie, la Lune, Hachette.
- 1945 Histoire de la Science, Fayard.
- 1946 La conquête de la science, Fayard.
- 1947 La Terre, ma patrie, Fayard.
- 1948 Histoire de l’atome, Fayard.
- 1949 Histoire de la Terre. I, L’homme avant l’histoire et Histoire de la Terre. II, Jeunesse de la Terre NEL (2 tomes).
- 1950 L’énergie, Fayard.
- 1950 Jean-François, astronome, Hachette.
- 1950 Le monde des étoiles, Hachette.
- 1952 Notre soleil, Hachette.
- 1951 Découverte du ciel - L’Homme devant les étoiles. Tome 1, Nouvelles éditions latines (le tome 2 annoncé n'est pas paru).
- 1952 Jean-François, électricien, Hachette.
- 1952 L’astronomie nouvelle, Fayard.
- 1953 Au cœur de la Terre, Hachette, coll. « La Bibliothèque des merveilles ».
- 1954 La science au XXe siècle, Hachette.
- 1955 Exploration du ciel, Hachette.
- 1955 Glaciers et torrents - Énergie et lumière, Hachette.
- 1956 A la conquête des étoiles, Hachette.
- 1956 Histoire des techniques, prix Maujean 1957 (Académie française), édition augmentée comme Histoire des techniques et des inventions, Hachette 1967.
- 1956 Le monde des étoiles, Hachette, coll. « La Bibliothèque des merveilles ».
- 1957 Les satellites artificiels, Hachette.
- 1959 L’astronomie, Livre de Poche (Librairie générale française).
- 1959 Histoire de l’avenir, Hachette, prix Nautilus 1960.
- 1961 Ces inconnus ont fait le siècle, Hachette, prix de l’Aventure industrielle et scientifique.
- 1961 Les profondeurs de la terre- Encyclopédie par l'image, Hachette.
- 1961 Les tremblements de terre, Hachette.
- 1961 Histoire des transports, Fayard, prix Thérouanne 1962 (Académie française).
- 1962 L’Univers et les frontières de la vie, Hachette.
- 1963 Voyage au bout de la science, Hachette, prix Auguste-Furtado 1964 (Académie française).
- 1964 La science du vingtième siècle, Hachette (réédition couronnée par le prix Jean Macé).
- 1963 La lune, terre d’avenir, Hachette (refonte de Notre amie la Lune).
- 1963 Voyage au bout de la science, Hachette.
- 1964 L’astronautique, Hachette.
- 1965 L'invention est une aventure, Hachette .
- 1967 Explication des paysages de France (La route Paris-Hendaye), Hachette, prix Broquette-Gonin 1968 (Académie Française).
- 1971 Histoire de l’avenir, Hachette.
- 1971 Le monde de l’électricité, Hachette.
- 1974 Survol de la science française contemporaine, Fayard.
- 1977 L’avenir de la Terre, NEL.

### Quelques éditions étrangères
(Cette liste ne comprend pas les éditions des pays de l’Est)
- 1949 La conquista de la ciencia, Barcelona Éditions Destino.
- 1956 Astronomia senza telescopio, Milano, Garzanti, collection Saper tutto no 72, traduction de Lea Magazzari .
- 1959 Man's Conquest of the Stars, 1st American Edition DJ Shelfworn.
- 1959 Man's Conquest of the Stars, Jarrolds London, traduit du français par Michael Bullock.
- 1959 Moderne uitvindingen, de techniek in de 20ste eeuw, Utrecht, spectrum 431.
- 1960 Sie prägten unsere Zeit - Die unbekannten Wegbereiter der modernen Technik, Bechtel - Verlag München.
- 1960 Geschichte der Zukunft, Paul List Verlag München.
- 1961 Man's Conquest of the Stars, WW Norton, NY.
- 1965 Os tremores de terra, Lisboa Editorial Verbo.
- 19xx História das Técnicas e das Invenções.
- 1967 The Limits Of Science, Scientific Book Club.
- 1971 La vida extraterrestre, Éditions Bruguera (également 1974).

## Citations
« Quittons cet âge antédiluvien, celui de M. Fallières et du déjeuner à cent sous, pour sauter dans notre âge à nous, celui de M. Coty, de la côtelette à cent francs et de la bombe à hydrogène ! Le voilà, le siècle de la science ! C’est celui qui, commencé en 1900 dans l’euphorie, la croyance au progrès et l’espérance dans l’avenir, nous conduit, vaille que vaille, vers l’an 2000 à travers forces vicissitudes. Siècle de la science, certes, il l’est – et même beaucoup plus que Jules Verne ne l’avait prévu. Mais cette science là n’est plus la muse innocente dont les vieux savants modèle 1900 charmaient la quiétude égoïste dans leur tour d’ivoire. [...] À ce moment-là, comme de nos jours, la France avait horreur du progrès. Elle se défournait avec dégoût du laboratoire et du tableau noir pour se livrer au plaisir enchanteur de la poésie symboliste et des manifestations antiscientifiques. Tournure d’esprit assurément fâcheuse »

— La Science du XXe siècle (publié en 1954).

« Combien de fois ais-je reçu des lettres d’inventeurs, depuis le mot d’une vieille dame de 91 ans, retraité des PTT qui avait passé sa vie à méditer sur l’univers et me priait de faire parvenir le fruit de ses cogitations à Jean Perrin, jusqu’aux questions naïves d’un jeune homme qui, joignant un timbre pour la réponse, me demandait de lui envoyer les plans de la « machine à fabriquer les corps radio-actifs artificiels » de M. Joliot ! »

« Si vous étiez monté, en juin 1950, dans les salons du premier étage de la Sorbonne, où se tenait, comme chaque année, l’Exposition du matériel scientifique, vous vous seriez sans doute arrêté, surpris, devant le stand du Centre d’Etude des Télécommunications. On y voyait une sorte de buste humain, très schématiquement réalisé, avec une tête recouverte de toile et une bouche. Une bouche qui parlait. C’était un robot qui fabriquait sa voix par ses propres moyens et qu’avaient imaginé les deux chercheurs MM. Chavasse et Fromentin. Quand les cybernéticiens l’auront accouplée avec un cerveau électronique, il est permis de prédire un bel avenir à cette tête inanimée et parlante. »

— La science du XXe siècle.

« Vouloir expédier une fusée sur la Lune alors que l’on n’était pas capable d’en lancer une à dix kilomètres : évidemment, les sceptiques avaient beau jeu, et ils ne s’en privèrent pas d’ironiser. Le signataire de ces lignes fut de ceux-là, et il se laissa aller, dans les quotidiens d’alors, à tirer d’innocentes fléchettes sur les astronautes en chambre. Les ironistes n’avaient pas tort. Mais ce sont les astronautes qui ont raison aujourd’hui. Car, dix ans plus tard, le tableau a changé. La petite fusée expérimentale des Oberth, Goddard et Damblanc s’est muée en une V-2 de treize tonnes qui grimpe, dans un grondement de tonnerre, jusqu’aux confins de l’atmosphère : et le plus gros obstacle qui se dressait à l’encontre de la conquête des astres – la valeur prohibitive du rapport de masse, liée au trop faible pouvoir calorifique de tous les combustibles connus – vient d’être levé avec la découverte de la possibilité d’utilisation de l’énergie atomique. Désormais la chose est certaine : le voyage à la Lune a cessé d’être une utopie, et cette génération ou la suivante ne passera point que les Christophe Colomb du ciel ne s’élancent sur les routes libres de l’espace. »

— L'Astronautique.